# Sigelus
Sigelus [[Jean Cabanis|Cabanis]], 1850 is een geslacht van vogels uit de familie Muscicapidae (vliegenvangers). Het geslacht was voorheen deel van Melaenornis Gray, GR, 1840.
Het genus bevat een soort:
- Sigelus silens - Klauwiervliegenvanger